# マックミラン高校女子硬式野球部
『マックミラン高校女子硬式野球部』（マックミランこうこうじょしこうしきやきゅうぶ）は、須賀達郎による日本の4コマ漫画作品。『別冊少年マガジン』（講談社）2011年12月号から2013年2月号まで連載。その後、『週刊少年マガジン』（同社）に移籍し、『マックミランの女子野球部』と改題して2013年9号から同年33号まで連載。『別冊少年マガジン』に再移籍して2013年10月号から2014年2月号まで連載。また出張読み切りとして『週刊少年マガジン』2012年30号には特別編が掲載された。
なお作品名は「マックミラン高校女子硬式野球部」であり、「硬式女子」ではない。

## 登場人物

### マックミラン高校
正清 大地（まさきよ だいち）
主人公。1年生、女子野球部マネージャー。家事が得意で、部の雑用を一手に担う母性溢れる超家庭派男子。野球知識はほとんどない。
女子野球部唯一の男子で、実質ハーレム状態だが、下心はない様子。
山室 ハク（やまむろ ハク）
1年生、セカンド補欠。正清の幼なじみで、彼が野球部に入るきっかけとなった。文化系女子だったが、和泉に憧れて野球部に入る。窓から行き来できるほど正清の家の近くに住んでいる。
背がかなり低く、子供に間違われることもある。体格と経験値によるハンデを、持ち前のガッツで乗り越えようと日々精進する努力家である。
和泉 皐（わいずみ さつき）
2年生、女子野球部キャプテンであるが、采配も彼女が行っている。3番ショートで攻守の大黒柱。容姿端麗・成績優秀な上、プレーや精神面でも女子野球部の中心的存在な完璧系女子。グラブの土手の縫い目を逆巻きにして当て捕りしやすくするなど、独自のこだわりも持っている。
激しい痛みを伴う練習にも耐えられ、ドM疑惑あり。立場上チームのことを優先に考えるため、自分を見失い不調に陥ることも。買い食い好き。ものすごく熱いお風呂も好き。使用グラブはローリングス。
門馬 飛鳥（もんま あすか）
2年生、4番サード、ピッチャー（クローザー）。可愛い見た目と裏腹に天性の長打力・強肩を持つ。その強肩を生かしてクローザーを務めることもある。
普段はかわいいものやスイーツが大好きな乙女で、怪力と思われることにコンプレックスがある。食欲旺盛。一番表情が豊かである。使用グラブはハイゴールド。
長洲 リコ（ながす リコ）
1年生、2番センター。俊足巧打の外野手で、小技も上手い。中学時代は主軸を打っていた。周りのメンバーを見て、高校からつなぎ役となった。元々クリンナップを打っていた為長打を狙う時もある。野球以外でも縁の下の力持ち的存在。地味だが、スタイルは部内で一番良く、下着も派手。眼鏡っ娘。
上田 美知子（うえだ みちこ）
2年生、6番ピッチャー。女子野球部の絶対的エース。プライドが高く気難しいが、ピッチャーとしての実力もそれに見合って高い。
野球第一の努力家だが、息抜きが苦手なタイプ。スタミナにやや難がある。ツンデレ。男に免疫が無い為ナンパされた時は乙女になる。使用グラブはミズノ。
有田 和代（ありた かずよ）
2年生、8番キャッチャー。女子野球部の頭脳で、和泉のよき相談相手。セイバーメトリクスを取り入れた分析を行う等、情報面においてチームの中心。
ネタ帳を持ち歩くほどのダジャレ好きだが、あまりウケていない。言動のオヤジっぽさから、チームのお父さんとも言われている。使用ミットはハタケヤマ。
藤波 佳織（ふじなみ かおり）
2年生、1番ライト。チーム1の俊足と高い出塁率を誇る切り込み隊長。チームの盗塁王であり、選球眼がよく、粘り強い打撃に定評がある。ファールで球数を稼ぎ、後の打者に情報を引き出すことに信念を持っており、仮に凡退してもひきずることはない。
物怖じしない性格で、自慢の足のバネを生かし、着替えの最中に入ってきた正清をドロップキックで制裁したこともある。
与那嶺 さくら（よなみね さくら）
2年生、5番ファースト。意外性のある打撃が持ち味。長打も多いが、三振も多い。使用グラブはザナックス。
名藤 ベッキー（なふじ ベッキー）
2年生、9番セカンド。アメリカ帰りの帰国子女。天性の守備センスを持ち、守備に関しては和泉に「マックミラン1」と評される。
話す時の語尾がカタカナ。自由奔放な性格で、ボディタッチも平気。やや天然気味で、小悪魔的なところもある。ゲームが好き。使用グラブはナイキ。
中瀬 風華（なかせ ふうか）
2年生、7番レフト。全てにおいて平均的と言われているが、それだけになんでもこなせる器用な選手で、使い勝手のよいチームの潤滑油的存在。おさげの女の子。レギュラー陣の中で一番登場が遅かった。
天羽 杏里（あまう あんり）
2年生、二番手ピッチャー。コントロールと安定感が持ち味のサウスポー。ウェーブがかったパーマと思われる髪で、制服時は黒タイツを着用。明るくおっとりした性格で、試合に出ていない時でもベンチからチームを盛り上げている。

### 大碇高校
髄洗寺 かおる（ずいせんじ かおる）
鎮西 舞（ちんぜい まい）
吉田 ヒロ（よしだ ヒロ）

### 帝王義塾高校
馬場 由佳（ばば ゆか）
黒瀬 翼（くろせ つばさ）
斎藤 安子（さいとう やすこ）
1年生、3番セカンド。入学していきなりクリーンナップに座り、馬場に次ぐ強打者とも言われるホープ。攻守走三拍子揃った新しいタイプの二塁手。守備のかなめである二塁を気に入っており、二塁手に強打者が少ないと言われることから、打てる二塁手を目指そうと心に決めている。
全国大会中の宿舎で雑用をこなしているとき何度も出会った正清を、運命と感じ気にかけるようになり、恋愛にも似た感情を抱くようになった。思い込みが激しい性格でもある。

### 奈泉高校
池上（いけがみ）

### 球陸大学
前咲 まどか（まえさき まどか）
箕田 真理子（みのだ まりこ）

## 書誌情報
- 須賀達郎『マックミラン高校女子硬式野球部』講談社〈講談社コミックスマガジン〉、全2巻
  1. 2012年8月9日初版発行（同日発売[5]）、ISBN 978-4-06-384716-1
  2. 2013年2月8日初版発行（同日発売[6]）、ISBN 978-4-06-384808-3
- 須賀達郎 『マックミランの女子野球部』 講談社〈講談社コミックスマガジン〉、全2巻
  1. 2013年7月17日初版発行（同日発売[7]）、ISBN 978-4-06-384899-1
  2. 2013年4月9日初版発行（同日発売[8]）、ISBN 978-4-06-395049-6